# Gunnar Lindkvist
Erik Gunnar "Knas" Lindkvist, född 24 augusti 1916 i Engelbrekts församling i Stockholm, död 27 maj 1990 i Sankt Matteus församling i Stockholm, var en svensk skådespelare och revyartist.

## Biografi
Födelseadress Vikdalen 14, Nacka. Nedkomst Engelbrekt Stockholm. Son till järnsvarvare sedan stadsbudet Gustaf Gottfrid Lindqvist och hans hustru Hulda Maria Albin båda födda i Lilla Mellösa.
Lindkvist växte upp på Södermalm i ett fattigt hem. Han hade först planer på att bli präst, men studerade 1934–1935 vid Viskadalens folkhögskola. Han blev samtidigt politiskt aktiv inom socialdemokratiska ungdomsrörelsen. Han arbetade som annonsförsäljare för SSU:s tidskrift Frihet och Aftontidningen, som han varit med att starta. I mitten av 1930-talet började han spela amatörrevy och lärde känna Carl-Gustaf Lindstedt. Tillsammans med honom och Nils Ohlson bildade han 1942 crazytrion Tre Knas. 1946 engagerades trion till Casinorevyn där man spelade med framgång fram till 1952. 1942–1950 arbetade han även som journalist vid Frihet och Aftontidningen. Han blev under sin politiskt aktiva tid erbjuden att bli landshövding i Norrbotten.
Han gjorde ett stort antal roller på film, men aldrig några huvudroller. Med sin torra humor blev han något av en specialist på att göra små biroller. Till hans karaktärer hör morfar Rudolf i Kjell Sundvalls TV-film Vi hade i alla fall tur med vädret 1980. Lindkvist var med när Casinogänget återförenades på Intiman i Stockholm 1973, det som först var tänkt som ett kort gästspel pågick i åtta år med en allra sista föreställning på Berns i Stockholm 1981. I övrigt arbetade han flitigt på olika privatteatrar, bland annat Oscars, Vasan och Maximteatern. Han hade ingen formell skådespelarutbildning, men hade lärt sig yrket genom att studera människor när han i sin ungdom arbetade som springpojke och senare som annonsförsäljare.
Lindkvist begravdes den 12 juli 1990 på Adolf Fredriks kyrkogård.

## Filmografi
- 1948 – Loffe som miljonär
- 1948 – Lilla Märta kommer tillbaka
- 1949 – Lattjo med Boccaccio
- 1950 – Stjärnsmäll i Frukostklubben
- 1950 – Loffe blir polis
- 1950 – Regementets ros
- 1950 – Påhittiga Johansson
- 1952 – Han glömde henne aldrig
- 1953 – Bror min och jag
- 1953 – Kungen av Dalarna
- 1954 – Åsa-Nisse på hal is
- 1954 – Aldrig med min kofot eller Drömtjuven
- 1954 – Sju svarta "Be-Hå"
- 1955 – Far och flyg
- 1955 – Bröderna Östermans bravader
- 1956 – Den hårda leken
- 1956 – Syndare i filmparadiset
- 1957 – Räkna med bråk
- 1957 – Nattens ljus
- 1957 – Klarar Bananen Biffen?
- 1958 – Jazzgossen
- 1959 – Bara en kypare
- 1959 – Guldgrävarna
- 1959 – 91:an Karlsson muckar (tror han)
- 1962 – Åsa-Nisse på Mallorca
- 1963 – Åsa-Nisse och tjocka släkten
- 1965 – Pang i bygget
- 1967 – Djungelboken
- 1967 – Gumman som blev liten som en tesked (TV-serie)
- 1968 – Freddy klarar biffen
- 1969 – Bokhandlaren som slutade bada
- 1969 – Duett för kannibaler
- 1969 – Åsa-Nisse i rekordform
- 1970 – Rötmånad
- 1970 – Skräcken har 1000 ögon
- 1973 – Bröllopet
- 1974 – Engeln
- 1975 – Kom till Casino
- 1980 – Vi hade i alla fall tur med vädret
- 1981 – Babels hus (TV-serie)
- 1981 – Olsson per sekund eller Det finns ingen anledning till oro
- 1981 – Varning för Jönssonligan
- 1982 – Amedée
- 1983 – Spanska flugan
- 1983 – Raskenstam
- 1983 – Henrietta
- 1985 – Dödspolare

## Teater

### Roller (ej komplett)
| År   | Roll                           | Produktion | Regi             | Teater                        |
| ---- | ------------------------------ | --- | ---------------- | ----------------------------- |
| 1954 | Medverkande                    | Sista skriket 54, revy Stig Bergendorff och Gösta Bernhard                                                               | Gösta Bernhard   | Casinoteatern                 |
| 1955 | Medverkande                    | C:55, revy Stig Bergendorff och Gösta Bernhard                                                                           | Gösta Bernhard   | Casinoteatern                 |
| 1956 | Medverkande                    | ABC-Revyn 1956 Stig Bergendorff och Gösta Bernhard                                                                       | Gösta Bernhard   | Folkparksturné                |
| 1956 | Major Thompson, Ö-människa     | Pippi, you know, revy Stig Bergendorff och Gösta Bernhard                                                                | Gösta Bernhard   | Casinoteatern                 |
| 1957 | Medverkande                    | ABC-Revyn 1957 Stig Bergendorff och Gösta Bernhard                                                                       | Gösta Bernhard   | Folkparksturné                |
| 1958 | Medverkande                    | ABC-Revyn 1958 Stig Bergendorff och Gösta Bernhard                                                                       | Gösta Bernhard   | Folkparksturné/ Casinoteatern |
| 1959 | Medverkande                    | Oh, revy Stig Bergendorff och Gösta Bernhard                                                                             | Gösta Bernhard   | Casinoteatern                 |
| 1962 | Greven                         | Den tappre soldaten Svejk (Osudy dobrého vojáka Švejka za světové války) Jaroslav Hašek                                  | Åke Falck        | Skansens friluftsteater       |
| 1964 | Wally Womper                   | Hur man lyckas i affärer utan att egentligen anstränga sig Frank Loesser, Abe Burrows, Jack Weinstock och Willie Gilbert | Folke Abenius    | Oscarsteatern                 |
| 1965 | Doc                            | West Side Story Leonard Bernstein, Stephen Sondheim och Arthur Laurents                                                  | Rikki Septimus   | Oscarsteatern                 |
| 1966 | Domaren Horace Vandergelder US | Hello, Dolly! Michael Stewart och Jerry Herman                                                                           | Sven Aage Larsen | Oscarsteatern                 |
| 1967 | von Kronow                     | Glada änkan Franz Lehár, Victor Léon och Leo Stein                                                                       | Mimi Pollak      | Oscarsteatern                 |
| 1969 |                                | Snark Spike Milligan | Thor Zackrisson  | Maximteatern                  |
| 1969 |                                | Ungkarlslyan Burt Bacharach, Hal David och Neil Simon                                                                    | Ivo Cramér       | Oscarsteatern                 |
| 1970 |                                | Inte just nu, älskling Ray Cooney och John Chapman                                                                       | Hasse Ekman      | Intiman                       |
| 1971 |                                | Upp i smöret Terence Frisby                                                                                              | Isa Quensel      | Intiman                       |
| 1971 | Stadsbud 68                    | Gröna hissen Avery Hopwood                                                                                               | Isa Quensel      | Maximteatern                  |
| 1981 | Edvard                         | Spanska flugan Franz Arnold och Ernst Bach                                                                               | Per Gerhard      | Vasateatern                   |
| 1983 |                                | Arsenik och gamla spetsar Joseph Kesselring                                                                              | Lars Amble       | Maximteatern                  |
| 1986 |                                | Leva loppan Georges Feydeau                                                                                              | Pierre Fränckel  | Vasateatern                   |